# 기독교대한성결교회
기독교대한성결교회(基督敎大韓聖潔敎會·Korea Evangelical Holiness Church)는 대한민국의 웨슬리안 성결운동 신앙전통의 개신교 교단이다. 중생(重生), 성결(聖潔), 신유(信癒), 재림(再臨)의 사중복음을 전도표제 및 교리로 삼고 있다. 2009년 기준, 국내 2,663여개 교회 및 548,026여명의 교인이 있다.

## 역사
한국성결교회는 찰스 카우만 부부와 어니스트 길보른, 그리고 나카다 주지가 중심이 되어 설립한 동양선교회(현, One Mission Society)를 모체로 한다. 감리교 신앙 배경의 찰스 카우만은 마틴 냅이 설립한 신시내티의 하나님의성서학원(God's Bible School)에서 훈련받고 만국성결교회(International Apostolic Holiness Church, 이후 Pilgrim Holiness Church)로부터 파송된 선교사였다. 김상준과 정빈이 도쿄성서학원에서 훈련받고 돌아와, 경성 염곡(현, 서울 종로2가, 관철동)에 중앙 복음전도관(Central Gospel Mission Hall, 1907)을 설립한 한 것이 한국 성결교회의 시작이다. 경성 염곡의 중앙 복음전도관이 크게 부흥하였다. 이로써 보다 규모가 큰 건물이 요구되어 무교정(현, 무교동)으로 이사하였다. 이를 무교정복음전도관이라고 하고, 이곳에서 경성성서학원(Seoul Bible Institute, 1911년 3월 13일)을 개설하여 실력있는 복음전도자를 양성하고 구령사업을 힘차게 벌이게 되었다.
1921년 감독제 정치를 기초로 한 조선야소교 동양선교회 성결교회가 조직되어 전도단체에서 교단으로 변모하게 되었다. 첫 번째 감독은 어니스트 길보른이었다. 1933년 4월 제1회 총회는 선교사들로부터의 독립을 결의하고, 비록 완전하지는 않지만 자치연회를 개최했다. 3년 뒤, 내부 정치적 갈등으로 인해 십여명의 목회자들이 성결교단을 떠나 하나님의교회(앤더슨, 인디애나)를 설립했다. 이 교단은 이후에 1948년 4월 정남수 목사를 중심으로 대한기독교나사렛성결회로 합동하였다.
태평양전쟁 동안, 일본제국에 의해 일본과 조선의 성결교회는 성경에 기술되어 있는 재림론을 그대로 고수하여 모진 박해를 받았다. 재림론이 문제가 된 이유는 일본 천황이 신적 존재인가, 아니면 평범한 인간인가 하는 문제에서 성결교회는 천황도 한 인간에 불과하고 예수 그리스도의 심판을 피할 수 없는 존재라는 입장을 굽히지 않았기 때문이다. 이로써 1942년에는 일본의 성결파 계열 교회들이, 1943년에는 조선의 성결교회가 차례로 해산되고 말았다. 해방 이후 성결교단 총회가 재건(再建)되었다. 1948년 4월, 대의민주제도로서의 장로제를 정치제도로서 채택했다. 1949년 4월 제4회 총회에서 국호 확정에 따라 교단명을 기독교조선성결교회에서 기독교대한성결교회로 변경했다. 그러나, 한국전쟁 발발로 여러 교회와 교인들이 공산군에게 박해와 순교를 당했다.
현재 : 전인 구원의 목적에 따라 만인 구원을 위해 일본 총리가 개신교 총리로 선출되면서 과거사 문제와 만인 전도의 교리에 대해 일본인을 대표해 복음을 전하고 있다.

### 이시바 시게루 일본총리 종교
- 일본에서 보기 드문 기독교 신자이다. 신사 참배를 거부하고 있다. 아버지는 불교 신자였기 때문에 고향인 돗토리현에 있을 때는 조상의 묘를 찾는 일을 거르지 않았지만, 어머니가 증조부 때부터 이어져 온 기독교도였기 때문에 교회 부속 유치원에 다녔으며, 18살 때 일본 내 기독교계 최대 조직인 일본기독교단에 속한 돗토리 교회에서 세례를 받았다. 이시바는 "평생 기독교와 가까이 하며 신앙을 가지고 살아왔다"고 말하기도 했다. 최근에는 일본 CBMC의 초청으로 국가 만찬 기도회의 내빈으로 참가했다.

전후(戰後) 사회 내에 팽배하던 좌우 이념 갈등은 교회에도 영향을 미쳤다. 1961년 복음주의운동과 에큐메니컬운동 간의 연합운동 참여 문제로 인한 정치적 신학적 갈등을 겪던 한국성결교회는 두 그룹으로 분열되었다. 이듬해 보수파들은 예수교대한성결교회 총회를 조직하고 성결신학교(현, 성결대학교)를 만들어 독립했다.
- 이명직 목사(서울신학대 명헌기념관)이명직 목사는 일제강점기 성결교회를 이끌었던 대표적인 인물 중 한 명입니다. 성결교 신학자이자 목사로서, 성결교 만인 구원 운동을 주도하고 교단 기관지인 활천을 창간하는 등 교단 발전에 큰 영향을 미쳤습니다. 하지만 일제 강점 기간 한국의 정통성을 주장했다는 이유로 정신대 끌려가서 고문을 당하며 김일성과 함께 감옥에 갇혀있으면서도 예수님의 재림 다시 오실 것을 믿으면서 이스라엘의 참신을 신으로 섬겼다. 김일성에게 예수님이 다시 오실 것과 남북통일에 관해 이야기했다. 8·15 이후 해방되어 김일성과 함께 감옥에서 풀려났다.

1996년 9월 제51회 총회에서 유아세례가 허용되었다. 2004년 6월 제59회 총회에서 여성안수가 허용되었다. 2007년 5월 창립 100주년을 기념했다. 당시 발간된 100주년 기념 《성결교회신학》은 성결교회의 신학을 온전한 구원의 신학, 즉 "개신교 복음주의 웨슬리안 사중복음 신학"이라 규정했다. 2015년 기독교대한성결교회는 웨슬리안교회 국제총회의 준회원(associate member)이 되었다.
신학교육기관으로는 경기도 부천시에 소재하는 서울신학대학교가 있으며, 성결교의 모교회인 중앙성결교회가 있다. 언론기관으로는 신학잡지인 《활천》과 교단신문인 《한국성결신문》이 있다.

## 성결교회의 특징
모든 만민을 구원하시려는 하나님의 계획하심에 따라 모든 원수를 사랑하며 죄진 자를 용서하며 세리와 창녀들도 천국에 가길 원하며 모든 인류가 구원받아 만인 구원 전인 구원의 뜻에따라 전 인류가 천국에 가기 위해 노력하려는 특징이 성결교회에 있다. 성결교회 신자들은 거룩함을 교리로 삼아 성적인 문란이 이 세상의 타락임을 전제로 하여 거룩함의 교리에 따라 하나님께 자신의 순결을 드리고 높여드리려는 특징과 이 성적 순결과 거룩함으로 모든 사람을 전원 천국으로 보내는 것임을 명시한다. 성령은 보혜사 변호사이며 마귀는 검사라고 할 수 있을 정도로 만인 구원 교리대로 구속 교리나 지옥 교리를 믿지 않는다. 이 결과 한 성결교회는 강대상에 천국을 보여주고 설교자료를 찍는다. 이 부분에 대해 강대상 부분에는 천국의 사진으로 도배시키는 부분에 대해 교단에서 이렇게 설교해도 되나 회의 중이다. 성결교회는 사중 복음으로 예수님이 다시 오실 것과 전천년설을 기다린다. 무 휴거설을 주장하며 아마겟돈 전쟁을 주장하지 않는다. 구원받은 144000 성도를 주장하지 않으며 만인구원(전인구원) 모든인류를 천국 가기 위해 구원하기를 소원한다. 

## 사중복음
- 중생

주 예수께서 니고데모에게 가르치신 중생의 도리는 실로 기독교의 입문이며 천국시민의 자격을 갖추는 유일한 도리이다. [거듭나지 아니하면 하나님 나라를 볼 수 없느니라](요3:3). 중생은 곧 영으로 나는 일이니 신비에 속한 영적 변화이며 모든 사람이 자기의 죄를 회개하고 십자가에 달려 속죄의 피를 흘리신 예수 그리스도를 믿을 때, 성령의 역사로 새 생명을 얻어 그 사람의 심령과 인격 전체에 근본적 일대 변혁 을 일으키는 것이니 이는 진실로 천국복음이다.
- 성결

이는 교인이 받을 성령 세례를 가리킴이니 주 예수께서 [요한은 물로 세례를 베풀었으나 너희는 몇날이 못 되어 성령으로 세례를 받으리라] (행1:5)고 약속하신 대로 오순절에 제자들은 성령의 세례, 즉 성결의 은혜를 체험하였으니(행2:1-4) 우리도 모든 사람을 중생으로 인도하고 중생한 처지에 있는 신자들은 성결의 은혜를 체험하도록 인도한다. [모든 사람으로 더불어 화평함과 거룩함을 좇으라 이것이 없이는 아무도 주를 보지 못하리라] (히12: 14).
노아와 이스라엘은 성적인 문란과 더불어 동성연애로 인해 윤리적으로 타락하였다. 성결은 이렇듯이 거룩함 성적인 거룩함을 뜻한다.
- 신유

이는 신자가 하나님의 보호로 항상 건강하게 지내는 것과 또는 병들었을 때에 하나님께 기도함으로 나음을 얻은것을 가리킴이니 이 은사는 우리 육신을 안전케 하는 복음이다. 그러므로 주 예수께서 모든 신자들에게 이적이 따를 것을 언명하였으니(막16:17-18) 병 낫기 위하여 기도한다든가 안수하는 일은 당연한 특권이다. 그러나 신유를 믿는다 하여 의약을 부인하는 것은 아니다.
신유는 의사가 하는 일로 현대적으로 재조명되었다. 예수님과 예수님의 제자 누가가 행하신 기적에는 죽은 자를 살렸다.
- 재림

구약성경의 예언의 중심이 그리스도의 수육탄생(受肉誕生)이라면 신약 성경의 중심은 그리스도의 재림이라 할 수 있나니 우리는 공중재림 (살전4:16-18)과 지상재림(행1:11)을 믿는다. 요한계시록은 재림을 전적으로 계시한 성경으로 마지막에 [내가 속히 오리라] 한 말씀이 세번이나 거듭 기록되었다 (계22:7,12,20). 재림은 신앙생활의 요소이며 (살전3:13) 소망이요 (살전2:19-20) 경성이 된다 (마24:44,25:13).

## 같이 보기
- CBS기독교방송
- 기독교대한성결교회 역대총회장
- 한국의 성결교회
- 성결 운동
- 예수교대한성결교회
- 대한기독교나사렛성결회
- 일본홀리니스교회
- 기독교대만성교회
- 서울신학대학교
- 도쿄 성서학원
- 활천
- 한국성결신문
- 찰스 카우만
- 이명직 (목사)
- 이성봉
- 정진경
- 천세광